# (33393) Khandelwal
(33393) Khandelwal est un astéroïde de la ceinture principale.

## Description
(33393) Khandelwal est un astéroïde de la ceinture principale. Il fut découvert le 10 février 1999 à Socorro (Nouveau-Mexique) par le projet LINEAR. Il présente une orbite caractérisée par un demi-grand axe de 2,25 ua, une excentricité de 0,16 et une inclinaison de 2,3° par rapport à l'écliptique.